# N722 (België)
De N722 is een gewestweg in België die Hasselt met Sint-Truiden verbindt. De route heeft een lengte van ongeveer 14 kilometer.

## Traject
De N722 begint ten zuiden van het centrum van Hasselt bij een kruispunt met de N80. Vervolgens loopt de weg via Sint-Lambrechts-Herk, Alken (kruispunt met de N754), Sint-Joris (Alken), Kortenbos en Melveren naar Sint-Truiden. Hier sluit de weg opnieuw aan op de N80.

## Gebruik
Sinds de aanleg van de parallel gelegen N80-expresweg is de N722 de facto overbodig geworden als verbinding voor doorgaand verkeer tussen Hasselt en Sint-Truiden.
De weg is dan ook geklasseerd als secundaire wegen van het type III: 
Een weg met hoofdzakelijk een belangrijke functie als vervoers-as voor fietsverkeer en regionale verbindingen van het openbaar vervoer.
Echter een gebrek aan herinrichting van de steenweg en de vele verkeerslichten op de N80
maken dat de steenweg nog steeds veel doorgaand verkeer aantrekt.
De steenweg heeft een drukte van ongeveer 3000 wagens per dag.
In het voorjaar van 2013 werd de N722 geselecteerd als weg met de slechtste fietspaden van gemeente Alken.

## Geschiedenis
Voor de hernummering van het Belgische wegennet in 1985 maakte de N722 deel uit van de veel langere N22, zelfs na de aanleg van de autoweg N80.

## N722a
De N722a is een aftakking van de N722 in Sint-Truiden. De 2,5 kilometer lange route verbindt de N722 aan de noordkant van Sint-Truiden met de N3 aan de zuidkant en gaat daarbij dwars door het centreum van Sint-Truiden heen. Onderweg kruist de route de N3e. De route gaat over de Schurhoven, Nieuwpoort, Schepen Dejonghstraat, Minderbroedersstraat, Minderbroedersplein en Naamsesteenweg. De route is grotendeels ingericht als eenrichtingsverkeersweg en daarbij dan alleen te berijden vanuit noordelijke richting komend.